# Aubigny-les-Pothées
Aubigny-les-Pothées – miejscowość i gmina we Francji, w regionie Grand Est, w departamencie Ardeny.
Według danych na rok 1990 gminę zamieszkiwało 319 osób, a gęstość zaludnienia wynosiła 31 osób/km².

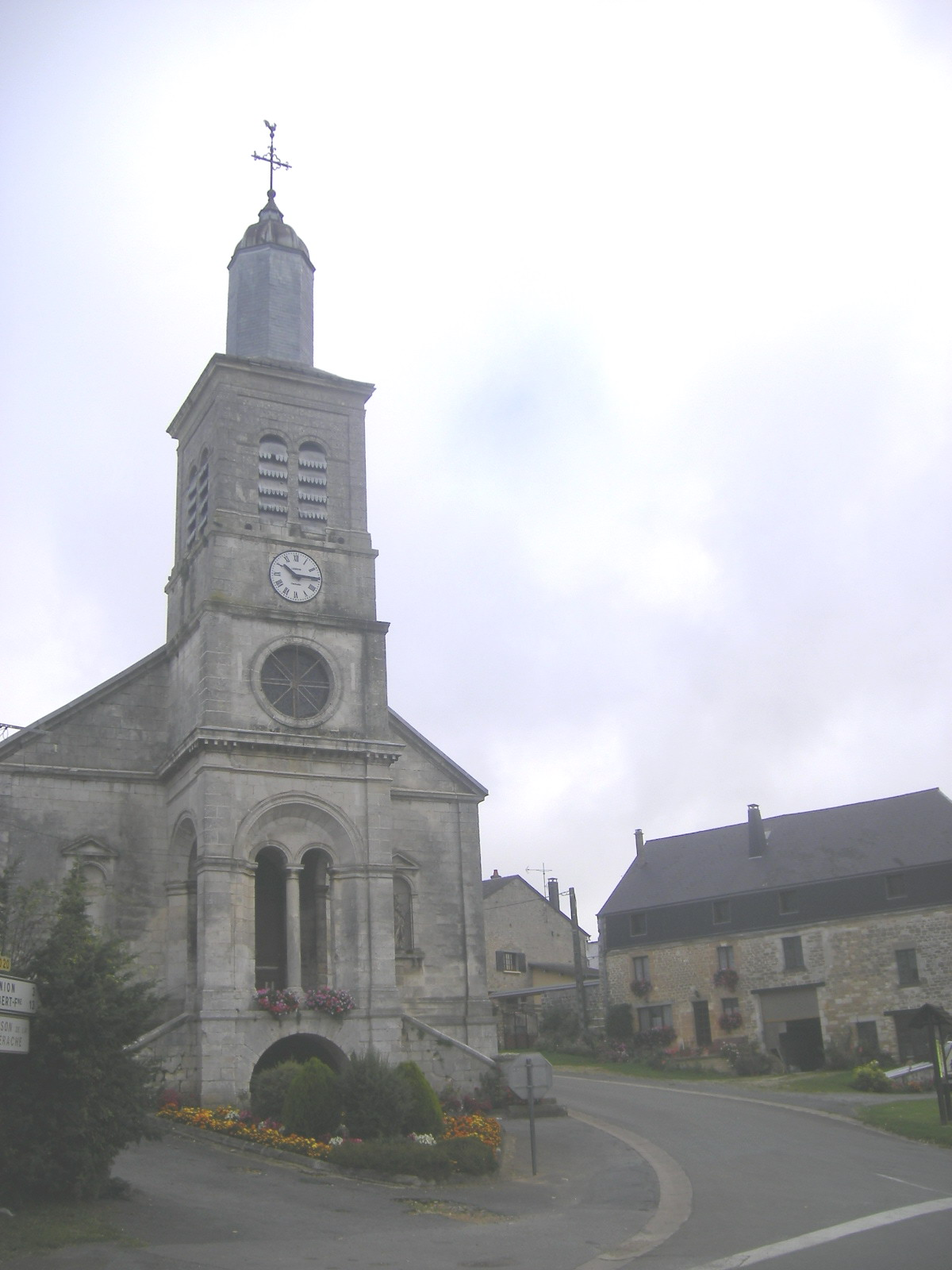
Kościół w Aubigny-les-Pothées, 2007